# جين كيف
جين كيف (بالإنجليزية: Jane Cave)‏ (1754، ويلز في المملكة المتحدة - 1812، نيوبورت في المملكة المتحدة)؛ كاتِبة وشاعرة بريطانية-ويلزية.